# Orsocoma macrogona
Orsocoma macrogona là một loài bướm đêm thuộc họ Yponomeutidae. Nó được tìm thấy ở miền nam Úc.